# Lützow (Mecklenburg)
Lützow település Németországban, Mecklenburg-Elő-Pomeránia tartományban. Lakosainak száma 1564 fő (2023. december 31.).

## Népesség
A település népességének változása:
| Lakosok száma | 1492 | 1459 | 1494 | 1560 | 1569 | 1564 |
|               | 2014 | 2017 | 2019 | 2021 | 2022 | 2023 |